# Прутівська сільська рада (Снятинський район)
| Прутівська сільська рада — колишній орган місцевого самоврядування у Снятинському районі Івано-Франківської області з адміністративним центром у с. Прутівка. Водоймища на території, підпорядкованій даній раді: річка Прут. Сільській раді підпорядковані населені пункти: - с. Прутівка |

## Склад ради
Рада складається з 16 депутатів та голови.

### Керівний склад ради
| ПІБ                          | Основні відомості                                                                             | Дата обрання | Дата звільнення |
| ---------------------------- | --------------------------------------------------------------------------------------------- | ------------ | --------------- |
| Волощук Василь Петрович      | Сільський голова, 1953 року народження, освіта, член Всеукраїнського об'єднання «Батьківщина» | 26.03.2006   | 23.01.2009      |
| Плешкан Микола Васильович    | Сільський голова, 1950 року народження, освіта, член Всеукраїнського об'єднання «Батьківщина» | 24.05.2009   | 31.10.2010      |
| Іванійчук Любомир Васильович | Сільський голова, 1978 року народження, освіта вища, безпартійний                             | 31.10.2010   |                 |

Примітка: таблиця складена за даними джерела